# Guy Ramos
Odysseu Guy Ramos (Rotterdam, 16 d'agost de 1985) és un jugador de futbol internacional de Cap Verd que juga professionalment com a defensa central.

## Trajectòria
Nascut a Rotterdam, Ramos ha jugat futbol al FC Dordrecht i RKC Waalwijk, abans de signar amb el Roda JC Kerkrade el juliol de 2013.
Malgrat néixer als Països Baixos, Ramos per llaços familiars té la nacionalitat de Cap Verd i va jugar amb la selecció per primera vegada al maig de 2008. Va fer el seu debut internacional en un partit amistós en contra Luxemburg el 27 de maig de 2008. Va ser cridat per competir per Cap Verd a la 2013 Copa d'Àfrica de Nacions, i va parlar sobre la seva confiança en l'equip abans del torneig.
El 2014 Ramos va tocar els testicles a Aron Jóhannsson de l'AZ Alkmaar durant un partit.